# Ramganj Senuwari
Ramganj Senuwari – gaun wikas samiti we wschodniej części Nepalu w strefie Kośi w dystrykcie Sunsari. Według nepalskiego spisu powszechnego z 2001 roku liczył on 1439 gospodarstw domowych i 8251 mieszkańców (3922 kobiet i 4329 mężczyzn).